# Ділові люди
«Ділові́ лю́ди» (рос. «Деловые люди») — російська радянська кінокомедія, знята за мотивами новел О. Генрі у 1962 році режисером Леонідом Гайдаєм.

## Сюжет
Фільм складається із трьох не пов'язаних між собою сюжетом новел, знятих за оповіданнями О. Генрі. Перша новела — трагічна, інші дві — комічні:
- «Дороги, які ми вибираємо»
- «Рідні душі»
- «Вождь червоношкірих»

Назва фільму запозичена зі збірки оповідань О. Генрі «Ділові люди» («Strictly Business»), 1910 рік. Проте жодна із екранізованих новел не входить до цієї збірки: «Дороги, які ми обираємо» та «Вождь червоношкірих» увійшли до збірки «Вир» (1910), а «Рідні душі» — до збірки «Шістки-сімки» (1911).

## У ролях

### Дороги, які ми вибираємо
- Владлен Паулус — Акула Додсон
- Олександр Шворін — Боб Тідбол
- Віктор Громов — містер Вільямс
- Володимир Піцек — машиніст (в титрах не вказаний)
- Віктор Уральський — кочегар (в титрах не вказаний)
- Лев Лобов — провідник вагону (в титрах не вказаний)

### Рідні душі
- Ростислав Плятт — господар квартири
- Юрій Нікулін — злодій

### Вождь червоношкірих
- Георгій Віцин — Сем, авантюрист
- Олексій Смірнов — Білл Дрісколл
- Сергій Тихонов — Джонні Дорсет
- Георгій Мілляр — Ебенезер Дорсет, батько Джонні

## Зйомки
- Натурою для новели «Дороги, які ми вибираємо» послужили кримські пам'ятки — Ак-Кая в Білогірському районі і Нікітська ущелина в околицях Ялти.
- Найбільша частина новели «Вождь червоношкірих» була знята в кримському селищі Куйбишеве[1].
- Фрагмент фільму (3 хв.), де паротяг заїжджає в тунель, було знято в Яремче.